# Thomas Maria Mayr

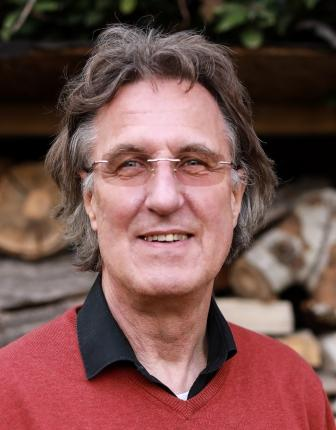
Thomas M. Mayr (2020)

Thomas Maria Mayr (* 1955 in Köln) ist ein deutscher Psychiater, Ethnologe und Autor. Ferner ist er Initiator und Mitorganisator der alle zwei Jahre stattfindenden Donnersberger Literaturtage. Literarisch ist er für seine Kippgedichte bekannt.

## Leben
Thomas Mayr wuchs in Koblenz auf und studierte Ethnologie, Pädagogik und Medizin an der Universität Mainz. 1981 und 1982 führte er eine Feldforschung bei den Paez und Guambiano in Kolumbien durch. Das Studium schloss er 1984 mit dem Magister Artium (M.A.) ab; von 1991 bis 1993 war er als Dozent am ethnologischen Institut der Universität Mainz tätig. Es schlossen sich mehrere Forschungsaufenthalte an (zwischen 1989 und 2010) in Ruanda zur traditionellen Medizin sowie das Mitwirken in einem psychiatrischen Projekt in Kigali (2008–2011). Des Weiteren engagierte er sich langjährig in der Menschenrechtsarbeit, u. a. in der Gesellschaft für bedrohte Völker als Länderreferent für Ruanda und Kolumbien.
1986 wurde Thomas Mayr als Arzt approbiert, 1987 promovierte er in Psychosomatischer Medizin bei Sven Olaf Hoffmann an der Universität Mainz zum Thema Hysterie. Von 1988 bis 1996 erfuhr er eine Ausbildung in der Inneren Medizin, Allgemeinmedizin, Psychosomatik, Psychotherapie und Psychiatrie. 1994 wurde er als praktischer Arzt, 1995 als Facharzt für Psychiatrie und Psychotherapie (LNK Merzig und Uniklinik Homburg) anerkannt sowie 1998 zum Facharzt für Psychosomatische Medizin und Psychotherapie. Von 1996 bis 12/2023 war er im Donnersbergkreis mit Schwerpunkten auf PTBS und Psychoonkologie/Palliativmedizin niedergelassen.
Er ist Mitglied im PEN-Zentrum Deutschland sowie Beiratsmitglied im Literarischen Verein der Pfalz und dem Literaturwerk Rheinland-Pfalz-Saar e.V. Darüber hinaus ist er Gründungsmitglied des Donnersberger Literaturvereins e.V. und dessen 1. Vorsitzender seit 2012. Ferner ist er Initiator und Mitorganisator der seit 2007 alle zwei Jahre stattfindenden Donnersberger Literaturtage und Juror bei der Vergabe des Susanne-Faschon-Preises. Er schreibt Lyrik, Hörspiele und Kurzprosa. Mayr ist bekannt für seine Kippgedichte, deren Begriff er definiert hat (siehe Lit.); ebenso hat er eine neue Definition der Vexiergedichte angeregt (ebd.).
Mayr lebt in Kirchheimbolanden, wo er auch Mitglied des Stadtrats war.

## Werke

### Als Arzt und Ethnologe

#### Bücher
- Unterdrückung und indianischer Widerstand in Kolumbien. Das Beispiel des CRIC (Regionaler Indianerrat des Cauca). Gesamthochschulbibliothek Kassel 1985, ISBN 3-88122-249-9.
- Hysterische Körpersymptomatik. Eine Studie aus historischer und (inter)kultureller Sicht. VAS – Verlag für Akademische Schriften, Frankfurt am Main 1989, ISBN 3-88864-020-2.

#### Aufsätze (Auswahl)
- Für eine ethnomedizinische Schweigepflicht. In: Curare. Bd. 5 (1982), H. 2, S. 71–73, ISSN 0344-8622; nachgedruckt und kommentiert in: Curare. Bd. 37 (2014), H. 4, S. 306–309, ISBN 978-3-86135-800-8.
- Rwanda: traditionelle Medizin in der Offensive? In: Curare. Bd. 13 (1990), H. 3, S. 147–160, ISSN 0344-8622.
- Hysterie als medizinisches Konstrukt. Eine medizinanthropologische Betrachtung. In: Krankenhauspsychiatrie. Bd. 7 (1996), S. 105–109, ISSN 0937-289X.
- Frühe Kindheit in Ruanda. In: Christine Gottschalk-Batschkus, Judith Schuler (Hrsg.): Ethnomedizinische Perspektiven zur frühen Kindheit. VWB – Verlag für Wissenschaft und Bildung, Berlin 1996, S. 21–36, ISBN 3-86135-561-2.
- Der Gebrauch von Indikatorsubstanzen in der traditionellen Medizin Ruandas. Eine kritische Anmerkung zum Therapiebegriff in der Ethnomedizin. In: Curare. Bd. 21 (1998), H. 2, S. 163–169, ISBN 3-86135-553-1.
- Die „sobezeichnete Hysterie.“ Medizinalanthropologische Betrachtung eines nosologischen Konstrukts. In: Gunter Wahl, Wolfram Schmitt (Hrsg.): Besessenheit und Hysterie. Weinsberger Gespräche zur Geschichte der Seelenheilkunde. Verlag Kommunikative Medien und Medizin, Reichenbach 2001, S. 139–152, ISBN 3-930583-04-6.
- Die Situation der Psychiatrie/Neurologie in Ruanda, Ärzteblatt Rheinland-Pfalz, Ausgabe 12 / Dezember 2008, S. 18–21.
- mit Simone Kruggel-Bachmann: „Psychiater/Neurologen für Ruanda“ – Aufbau einer rheinland-pfälzisch-ruandischen Projektpartnerschaft, Ärzteblatt Rheinland-Pfalz Ausgabe 10 / Oktober 2010, S. 24–25

### Als Schriftsteller

#### Publikationen
- Zwischentöne. Gedichte. Gipfelbuch-Verlag, Waldsolms 2004, ISBN 3-937591-10-9., 2. Auflage: ISBN 3-937591-17-6
- Zwiesam. Gedichte. Geest-Verlag, Vechta 2007, ISBN 978-3-86685-072-9.
- Zwitterwochen. Kurzgeschichten. Geest-Verlag, Vechta 2017, ISBN 978-3-86685-614-1. ;
- Zwei+50. Lyrik. Geest-Verlag, Vechta 2021, ISBN 978-3-86685-849-7.,  gefördert durch das Land Rheinland-Pfalz
- Stellen Sie sich vor. Kippgedichte - Vexiergedichte. Geest-Verlag, Visbek 2023, ISBN 978-3-86685-951-7.
- Leben lernen mit dem Schmerz. Tredition-Verlag, Ahrensburg 2024, ISBN 978-3-384-25088-9.
- Kipp- und Vexiergedichte. In: Chaussee. Zeitschrift für Literatur und Kultur der Pfalz Heft 41, 2018, S. 101–108, ISSN 1436-1442.
- mit Jürgen Preckel: Vom Wind die Worte – vom Meer die Musik. Selbstverlag, 2014 (CD; Mitschnitt einer musikalischen Lesung im Kurhaus Wangerooge).

#### Herausgeber
- mit Waltraud Amberger: ZimmerLautStärke. Schülertexte zu den Donnersberger Literaturtagen 2007 und 2009. Geest-Verlag, Vechta 2009, ISBN 978-3-86685-243-3.
- Aufbruch. Die Texte der Preisträger zu den Donnersberger Literaturtagen 2011 und 2013 – Schüler als Autoren. Geest-Verlag, Vechta 2013, ISBN 978-3-86685-436-9.
- mit Thomas Behnke: Schicksal und Geschick. Die Texte der Preisträger zu den Donnersberger Literaturtagen 2015 und 2017. Geest-Verlag, Vechta 2017, ISBN 978-3-86685-646-2.
- Zwischen den Stühlen. Die Texte der Preisträger zu den Donnersberger Literaturtagen 2019 und 2021. Geest-Verlag, Vechta 2021, ISBN 978-3-86685-840-4.
- Hoffnung. Die Texte der Preisträger zu den Donnersberger Literaturtagen 2023. Geest-Verlag, Visbek 2023, ISBN 978-3-86685-952-4.
- mit Susanne Schmincke, Sigune Schnabel: Meer. In: Dichtungsring. Zeitschrift für Literatur. 44. Jg., Heft 65, 2024, ISSN 0724-6412.
- mit Thomas Behnke: Die Wahl. Die Texte der Preisträger der Donnersberger Literaturtage 2025. Tredition, Ahrensburg 2025, ISBN 978-3-384-57622-4.
- mit Susanne Schmincke, Sigune Schnabel: Spiel mit mir. In: Dichtungsring. Zeitschrift für Literatur. 45. Jg., Heft 67, 5, ISSN 0724-6412.

#### Besonderheiten
In seiner Lyrik verwendet Mayr Schachtelwortreime; erstmals publiziert in:
NLP. Band 34/35. ProgressDruck, Speyer 2004.

## Auszeichnungen
- 2012: Preisträger beim Pfälzischen Mundartdichterwettstreit in Bockenheim (3. Platz)
- 2014: Preisträger beim Hildesheimer Lyrik-Wettbewerb[5], unter dem Pseudonym 'Thyr'
- 2020: Preisträger des Lyrikwettbewerbs Literaturpodium.de, Märkischer Kreis[6]
- 2022: 5. Preis Lotto Kunstpreis Rheinland-Pfalz[7][8]
- 2025: Verdienstmedaille des Landes Rheinland-Pfalz[9]